# Callan
Callan (irl. Callainn) – miasto w hrabstwie Kilkenny w Irlandii, leżące 16 km od miasta Kilkenny.